# Бондарев, Юрий Алексеевич
Ю́рий Алексе́евич Бо́ндарев (23 марта 1950) — советский футболист, нападающий. Лучший бомбардир в истории калининградской «Балтики» — 199 голов. Ныне детский футбольный тренер. Мастер спорта.

## Карьера
Воспитанник украинского футбола. В начале карьеры выступал за клубы Первомайска, Николаева, Одессы, Черкасс, а также тираспольскую «Звезду».
В течение 11 сезонов, с 1975 по 1985 год выступал за калининградскую «Балтику», в каждом из сезонов становился лучшим бомбардиром клуба. В 1984 году стал лучшим бомбардиром зонального турнира второй лиги с 32 голами. В чемпионате СССР в составе команды провёл 365 матчей, в которых забил 185 голов. Юрий Бондарев — лучший бомбардир «Балтики» за всю историю клуба (185 голов в чемпионате и 6 в Кубке СССР).
После окончания игровой карьеры стал тренером, работал в структуре «Балтики». С июля 1990 года до конца сезона был главным тренером клуба. В 2003 году работал в ставропольском «Динамо» помощником Корнея Шперлинга. Большую часть тренерской карьеры работал с детско-юношескими командами.

## Достижения
- Победитель зонального турнира 2-й лиги СССР: 1984